# Fricativa retrofleja sonora
La fricativa retrofleja sonora es un tipo de sonido consonántico usado en algunas lenguas habladas del mundo. El signo alfabético del Alfabeto Fonético Internacional que representa este sonido es ⟨ʐ⟩, y su equivalente X-SAMPA  es z`. Al igual que con otras consonantes retroflejas, el signo AFI se forma añadiendo un ganchito a la derecha desde la parte inferior de una letra (siendo la letra la correspondiente consonante alveolar).

## Características
Algunas características de la fricativa retrofleja sonora son:
- [+ sibilante]
- [+ retrofleja]
- [+ sonora]
- [- nasal]
- [- lateral]
- [+ pulmónica]

## Ocurrencia
En las siguientes transcripciones, se emplean diacríticos para distinguir entre las consonantes apicales [ʐ̺] y las laminales [ʐ̻].
| Lengua                 | Lengua                 | Palabra       | AFI                  | GLOSA                   | Notas |
| ---------------------- | ---------------------- | ------------- | -------------------- | ----------------------- | --- |
| Abkhaz                 | Abkhaz                 | абжа          | [ˈabʐa]              | 'mitad'                 | |
| Adyghe                 | Adyghe                 | жъы           | [ʐə]ⓘ                | 'viejo'                 | |
| Chino                  | Mandarín               | 肉 ròu        | [ʐoʊ̯˥˩]ⓘ             | 'carne'                 | Puede alternar con una aproximante retrofleja ([ɻ]) |
| Español                | dialecto andino        | hacer         | [a.'seʐ]             |                         | El fonema [r] cambia a [ʐ], cuando este se encuentra al final de una sílaba. |
| Español                | dialecto andino        | marrón rábano | [maˈʐon] [ˈʐa.βa.no] |                         | Se asibilan las erres, entre vocales <rr> y <r> en posición inicial, donde en la pronunciación culta se puede llegar a un sonido similar de [r], pero debilitado. Ver fonología del español |
| Feroés                 | Feroés                 | 'r'enn        | [ʐɛn]                | 'correr'                | |
| Marrithiyel            | dialecto marri tjevin  | [wiˈɲaʐu]     | [wiˈɲaʐu]            | 'están riendo'          | El contraste de sonoridad no es fonológico. |
| Pashto                 | dialecto meridional    | تږى           | [ˈtəʐai]             | 'sediento'              | |
| Polaco                 | Polaco                 | 'ż'ona        | [ˈʐ̠ɔn̪ä]ⓘ             | 'esposa'                | También se representa mediante ⟨rz⟩; a veces es transcrita como /ʒ/ por muchos autores polacos. Ver fonología del polaco                                                                    |
| Ruso                   | Ruso                   | кожа          | [ˈkoʐə]ⓘ             | 'piel'                  | Ver fonología del ruso |
| Eslovaco               | Eslovaco               | 'ž'abka       | [ˈʐapka]             | 'rana'                  | |
| Zapoteco de Tilquiapan | Zapoteco de Tilquiapan | ?             | [ʐan]                | 'parte inferior, abajo' | |
| Torwali                | Torwali                | ?             | [ʂuʐ]                | 'recto, derecho'        | |
| Ubykh                  | Ubykh                  | [ʐa]          | [ʐa]                 | 'leña'                  | |
| Vietnamita             | Southern dialects      | 'r'ô          | [ʐow]                | 'diamante'              | |
| Yi                     | Yi                     | ꏜ 'r'y       | [ʐʐ̩˧]                | 'hierba, pasto'         | |